# Grallaria ruficapilla
El tororoí compadre  (Grallaria ruficapilla), también conocido como chululú compadre, gralaria coronicastaña (en Ecuador), tororoi comprapán (en Colombia), tororoi de corona castaña (en Perú) u hormiguero compadre (en Venezuela), es una especie de ave paseriforme de la familia Grallariidae perteneciente al numeroso género Grallaria, anteriormente incluido en Formicariidae. Es nativo del norte y noroeste de América del Sur.

## Distribución y hábitat
Se distribuye por las montañas costeras del norte de Venezuela, y, a lo largo de los Andes, desde el noroeste de Venezuela, por Colombia, Ecuador, hasta el norte de Perú.
Esta especie es ampliamente difundida y común en el suelo o cerca de él, en su hábitat natural de bosques húmedos de montaña tropicales o subtropicales, y sus bordes, principalmente entre los 1900 y los 3100 m de altitud. No se encuentra amenazado.

## Descripción
Es un tororoí de tamaño medio, con un promedio de 18,5 cm de longitud. Tiene la cabeza y la nuca de color naranja rojizo. La parte posterior es de color marrón oliva y la garganta blanca. El vientre es blanco superpuesto con rayas marrón o negro, sobre todo en los laterales y los flancos. Las patas son de color gris azulado. Esta combinación de marcas hace que esta especie se bastante distintiva y fácil de identificar.
Aunque tímido y reservado como todos los miembros de su género, en cierta medida, esta especie sale al descubierto razonablemente con frecuencia, aunque rara vez lejos de la cubierta.

## Sistemática

### Descripción original
La especie G. ruficapilla fue descrita por primera vez por el naturalista francés Frédéric de Lafresnaye en 1842 bajo el mismo nombre científico; localidad tipo «Santa Fe de Bogotá, Colombia».

### Etimología
El nombre genérico femenino «Grallaria» deriva del latín moderno «grallarius»: que camina sobre zancos; zancudo; y el nombre de la especie «ruficapilla», se compone de las palabras del latín «rufus»: rufo, rojizo, y «capillus»: de corona, o, cabello de la cabeza; significando «de corona rufa».

### Taxonomía
Por mucho tiempo fue considerada conespecífica con Grallaria watkinsi, pero las distinguen diferencias de voz, de plumaje, los colores de las partes desnudas y los hábitats; también, no se conocen especímenes o cantos intermediarios desde el área e sobreposición de las especies en el suroeste de Ecuador. La afiliación subespecífica de las aves del Cerro Chinguela, en el norte de Perú, es incierta y se los incluye, tentativamente, en la subespecie nominal.

### Subespecies
Según las clasificaciones del Congreso Ornitológico Internacional (IOC) y Clements Checklist/eBird v.2019, se reconocen siete subespecies, con su correspondiente distribución geográfica:
- Grallaria ruficapilla ruficapilla Lafresnaye, 1842 – Andes orientales, centrales y occidentales de Colombia hasta el centro oeste y sureste de Ecuador.
- Grallaria ruficapilla perijana Phelps Sr. & Gilliard, 1940 – sierra de Perijá (frontera Colombia/Venezuela);
- Grallaria ruficapilla avilae Hellmayr &  Seilern, 1914 – norte de Venezuela, Andes (sur de Lara) y montañas costeras (hacia el este hasta Miranda);
- Grallaria ruficapilla nigrolineata Sclater, 1890 – oeste de Venezuela (Táchira, Mérida y Trujillo);
- Grallaria ruficapilla connectens Chapman, 1923 – suroeste de Ecuador en El Oro y Loja;
- Grallaria rufiapilla albiloris Taczanowski, 1880 – pendiente del Pacífico del noroeste de Perú hacia el sur hasta Lambayeque (posiblemente hasta Ancash).
- Grallaria ruficapilla interior Zimmer, 1934 – norte de Perú (Amazonas y San Martín);